# 애팔래치아산맥
애팔래치아산맥(Appalachian Mountains, 문화어: 애펄레이치언 산줄기)은 북아메리카의 산맥이다. 일부는 캐나다에, 대부분은 미국에 자리하고 있다. 캐나다의 뉴펀들랜드 래브라도주에서 시작하여 남서쪽으로 미국의 앨라배마주까지 뻗어 있다. 고기습곡산지로 총연장 2,400km이며, 평균 높이는 1,000m 내외이다. 가장 높은 곳은 2,037 m의 노스캐롤라이나주 미첼산으로, 미시시피강 동쪽의 북아메리카에서 가장 높다.

## 화산
이 산맥은 오르도비스기 말기에 일어난 초화산 폭발로 형성되었다.

## 같이 보기
- 애팔리치안 리그